# Sofie Adlersparre
Sofie Heliodora Ottiliana Adlersparre, född 23 augusti 1850 i Karlskrona, död 16 oktober 1924 i Eksjö, var en svensk författare och medarbetare i Personhistorisk tidskrift.
Adlersparres föräldrar var Axel Adlersparre, politiker och kommendör, och Heliodora Anckarsvärd. Efter moderns död 1868, gifte fadern om sig 1869 med författaren och feministen Sophie Adlersparre (född Leijonhufvud).
Syskon till Adlersparre var Alcyone (författare) född 1851, Georg (slussinspektor) född 1856, Rolf (arkivarie) född 1859 och Karl (sjukgymnast) född 1863. Sofie Adlersparre förblev ogift. Hon är begravd på Sankt Lars kyrkogård i Eksjö.

### Artiklar
- "Omkring Sigurdstenarna" 1916
- "Ätter från Sveriges medeltid" 1921
- "Sveriges riksvapen" 1914

### Böcker
- "Läslära - till bruk i hem och skolor" 1879
- "Religionsundervisning åt våra barn" 1898